# The Fast and the Furious (film 1955)
The Fast and the Furious è un film del 1955 con John Ireland e Dorothy Malone.  Il film in bianco e nero fu co-diretto dallo stesso John Ireland e da Edward Sampson.
Il soggetto fu scritto da Roger Corman e la sceneggiatura da Jean Howell e Jerome Odlum.
Fatta eccezione per il titolo, il film non ha alcuna relazione con i due film quasi omonimi del 1927 e del 2001.

## Trama
Un uomo, Frank Webster (John Ireland), evade di prigione dopo esservi stato rinchiuso per un omicidio che non aveva commesso. Durante la fuga è costretto a rapire una giovane donna, Connie (Dorothy Malone), che guidava una veloce auto sportiva. La coppia finisce in una corsa automobilistica attraverso diversi stati per cercare di raggiungere il Messico prima che la polizia la raggiunga.